# Sujeto objeto verbo
Sujeto objeto verbo, normalmente expresado con su abreviatura SOV, es un término que se utiliza en tipología lingüística para designar un tipo determinado de lengua teniendo en cuenta su secuencia no marcada o neutra de componentes sintácticos.
Las lenguas SOV suelen tener los adjetivos precediendo al nombre, utilizan más comúnmente posposiciones en lugar de preposiciones, sitúan las oraciones de relativo precediendo a los sustantivos a los que se refieren y suelen situar los verbos auxiliares después del verbo que expresa la acción. De entre estas lenguas, algunas emplean un tipo determinado de partículas para separar el sujeto del objeto, como por ejemplo la partícula japonesa wa. Este tipo de lenguas tienden a ordenar los sintagmas preposicionales siguiendo la secuencia «tiempo-modo-lugar».
Algunas lenguas que utilizan esta secuencia son por ejemplo el aimara, el coreano, el euskera, el japonés, el latín, el persa o el quechua.
A continuación, las otras permutaciones en orden de las más comunes a las menos:
- Sujeto verbo objeto (por ejemplo: inglés, español, ruso, alemán, suajili, chino, francés, italiano)
- Verbo sujeto objeto (por ejemplo: galés, mixteco, tagalo, irlandés y árabe clásico)
- Verbo objeto sujeto (por ejemplo: fiyiano, paez, javanés y malgache)
- Objeto sujeto verbo (por ejemplo: xavante, urarina)
- Objeto verbo sujeto (por ejemplo: guarijío)

## Ejemplo japonés
El verbo siempre va al final de la oración. Un ejemplo de esta estructura es el siguiente:
 私は りんごを 食べます。
watashi-wa ringo-o tabemasu
yo-SUJ manzana-OBJ comer
(Yo) como manzanas
El pronombre personal watashi 'yo' indica la primera persona (aunque existen diversos pronombres que se traducen por 'yo', en la oración anterior contextualmente podría omitirse ese sujeto, así para un hablante de japonés si el sujeto en la oración está omitido se asume que se refiere al hablante, o se determina el sujeto contextualmente. La postposición -wa indica que la palabra que la antecede es el sujeto gramatical de la oración. La palabra ringo 'manzana(s)' no requiere indicar si es plural o singular (ya que en japonés no existe diferencia entre género o número). La postposición -o indica que la palabra precedente es el objeto directo, es decir, es una marca de caso acusativo. Finalmente tabemasu 'comer' (la ausencia de marcas de tiempo indica que se refiere al presente, además en japonés la forma del verbo es la misma para todas las personas gramaticales ya que no existen marcas de persona o concordancia con el sujeto o el objeto).

## Ejemplo vasco
El verbo siempre va al final de la oración. Un ejemplo de esta estructura es el siguiente:
(Ni) Mendi.ra noa
Yo monte.a voy
(Yo) Voy al monte
Si acomodamos la traducción de las palabras en la forma Sujeto-objeto-verbo obtenemos:
Yo - al monte - voy (Sujeto-Objeto-Verbo)
Oración que en español queda como sigue:
Yo voy al monte (Sujeto-Verbo-Objeto)
El pronombre personal Ni 'yo' indica la primera persona del singular, aunque un hablante del euskera omitiría ese sujeto, a menos que sea para enfatizar que el hablante y no otra persona, va al monte. La conjugación del verbo indica que se refiere al hablante (noa 'voy', zoaz 'vas', doa, 'va') y, por lo tanto, es innecesario mencionar el sujeto, al igual que es innecesario mencionarlo en castellano (yo voy al monte).

## Ejemplo en persa
Es la forma normal de estructurar las oraciones, como en la mayoría de las lenguas iranias, si bien la construcción del tiempo presente difiere según la variedad del idioma. En el persa estándar, el presente progresivo consiste del verbo دار, dar (tener), seguido de un verbo conjugado en tiempo presente simple, pasado o pasado perfecto. También cambia el orden de acuerdo a la definición del sujeto. 
من دارم کار کنم
Man daram kar konam
Yo tengo trabajo (primera persona singular del tiempo presente) hago
Estoy trabajando
- En tayiko:

Ман	мактуб навишта истодаам
Man maktub navišta istodaam
Yo carta escribo soy
Escribo una carta

## Ejemplo en latín
En latín, a diferencia de otras lenguas de tipo SOV como el japonés, el orden de los constituyentes de la oración no está sujeto a normas estrictas en su colocación. Aun así, la construcción más habitual es la de Sujeto-Objeto-Verbo. Otras formas como Sujeto-Verbo-Objeto o incluso Verbo-Sujeto-Objeto se usan para resaltar la importancia que el hablante da al primer constituyente o por razones de estilo literario.
Cæsar prætōribus epistulās dēdit
César dio cartas a los pretores
Caesar: César, El César.
Praetor-ibus: a los pretores, (-ibus: marca de dativo plural, que responde a su función sintáctica de complemento indirecto).
epistul-as: cartas, (-as: marca de acusativo plural, que responde a su función de complemento directo.)
ded-it: dio, (ded- tema de perfecto, -it desinencia de 3.ª persona del singular)
Si acomodamos la traducción de las palabras en la forma Sujeto-objeto-verbo obtenemos:
El César a los pretores cartas dio (Sujeto-Objeto-Verbo)

## Ejemplo turco
Como otras lenguas túrquicas, hay flexibilidad en el orden de las palabras, por lo que es posible colocarlas en distinto orden, sin embargo dependiendo del orden en que se acomoden se da connotación de énfasis a la importancia del sujeto, el objeto o el verbo.
Yusuf elmayı yedi
Yusuf manzana (singular acusativo) comido
Yusuf se comió una manzana

## Ejemplo en coreano
El verbo puede ir al final de la oración, pero el resto de palabras se puede cambiar de orden.
저는 백두산으로 갑니다
Jŏnŭn Paektusanŭro kabnida
Yo (nominativo determinado) monte Paektu (locativo de dirección) voy.
Acomodando al orden castellanoː
Yo voy hacia el monte Paektu.
- Datos: Q539808